# Hammel-stenen 1
Hammel-stenen 1 er en runesten, fundet i Hammel i 1863. Stenen blev opdaget i Hammel Kirke i skibets sydlige mur. Stenen er tilhugget og genbrugt som sokkelsten i kirken, så dens opringelige størrelse kendes ikke.

## Indskrift
| Translitteration | ulfs : st…     |
| Transskription   | Ulfs st[æinn]. |
| Oversættelse     | Ulfs st(en).   |

På grund af rejserformlen 'N.N.'s sten' regnes runestenen blandt de ældste i Danmark, men det kan ikke afvises, at den kan være yngre.

## Eksterne kilder og henvisninger
- Om stenen Arkiveret 27. april 2011 hos  Wayback Machine på  Danske Runeindskrifter

56°15′19.5″N 9°51′46.95″Ø / 56.255417°N 9.8630417°Ø